# 황소자리 엡실론
황소자리 엡실론(ε Tau) 또는 아인(Ain)은 지구로부터 황소자리 방향으로 약 147 광년 떨어진 곳에 있는 오렌지색 거성이다. 외계 행성 하나(황소자리 엡실론 b, 이후 아마테루로 명명됨)가 이 별을 돌고 있는 것으로 보인다.

## 특징
아인은 히아데스 산개성단의 일원으로 다른 구성원들과 마찬가지로 아인의 나이 역시 6억 2500만 년으로 추정해 볼 수 있다. 아인은 신뢰할 만한 질량값을 확보한 항성들 중에서 자식 행성을 거느린 항성으로서는 제일 무거운 것으로 추정된다. 다만 HD 13189의 질량이 아인보다 더 무거울 가능성이 있다. 현재 분광형은 K0 III이지만 아인의 큰 질량을 고려하면 이 별은 주계열이었을 시절 분광형 A였을 것이다. 그러나 중심핵에 있던 수소를 소진하여 주계열을 이탈, 거성 단계에 들어온 것이다. 아인은 레드클럼프 거성으로 간주되는데 이 단계는 중심핵에서 헬륨을 태우는 과정이다.
아인은 황도면 근처에 자리잡고 있기 때문에 가끔 달 또는 아주 희귀하게 행성들이 별을 가리기도 한다.
아인으로부터 182 초각 거리에 11 등급의 동반성이 있으나 너무 어두워서 맨눈으로는 볼 수 없다.

## 명명
황소자리 엡실론은 바이어 명명법에 따른 명칭이며 플램스티드 명명법으로는 황소자리 74로 읽는다. 이 별을 도는 외계 행성은 황소자리 엡실론 b 또는 아인 b로 표기한다.
항성의 고유명칭 아인(Ain)은 아랍어 عين에서 왔으며 그 뜻은 '눈'이다. 존 플램스티드는 아인에 'Oculus Boreus' 이름을 붙여줬는데 이는 라틴어로 '북쪽의 눈'이라는 뜻이다. 2016년 국제천문연맹(IAU)은 항성의 고유명칭을 목록화 및 표준화할 목적으로 산하에 항성명칭심의위원회(WGSN)를 조직했다. 2016년 7월 위원회는 첫 번째로 승인된 항성의 목록을 고시했는데 여기에 아인(Ain)이 포함되었다.
동아시아 별자리에서 아인은 서방백호 7수(宿) 중 필수(畢宿)에 속해 있다. 필수는 아인, 황소자리 델타3, 델타1, 감마, 알데바란, 황소자리 세타2, 황소자리 71, 황소자리 람다로 이루어져 있다. 이 중 아인 하나를 단독으로 부르는 명칭은 필수일(畢宿一)로 '필수 중 첫 번째 별'이라는 뜻이다.

## 행성계
2007년 무거운 외계 행성 아인 b가 타원 궤도를 그리면서 이 별을 공전한다는 연구결과가 발표되었다. 행성의 1 공전주기는 1.6년이었으며 당시 발견자들은 b가 산개성단 구성원을 도는 행성으로서 역대 최초로 발견된 존재라고 주장했다.
| 동반 천체 (가까운 천체순) | 질량 (MJ)    | 공전주기 (일) | 공전궤도 반지름 (AU) | 이심률          |
| ------------------------- | ------------ | ------------- | -------------------- | --------------- |
| b (아마테루)              | >7.6 (± 0.2) | 594.9 (± 5.3) | 1.93 (± 0.03)        | 0.151 (± 0.023) |

2014년 7월 IAU는 특정 외계행성들에 고유명칭을 부여하는 작업을 시작했다. 이 과정에서 행성 명칭을 공개 모집, 투표하였다. 2015년 12월 IAU는 아인을 도는 행성의 이름으로 '아마테루'(Amateru)가 최종 선정되었다고 발표했다.
이 명칭은 일본 히로시마 현 구레 소재 가마가리 천문대가 제출한 '아마테라스'에 터잡은 것이다. 아마테라스는 신토에서 태양을 관장하는 최고신으로 이자나기의 왼쪽 눈에서 태어났다고 한다. 다만 IAU는 '아마테라스' 대신 아마테라스를 신사에 봉안할 때에 일반적으로 쓰는 '아마테루' 이름으로 교체했다. 이는 '아마테라스'가 당시 소행성 명칭으로 이미 등록되어 있었기 때문이다.(10385 아마테라스)

## 문화
미국 작가 JJ 클레이본의 소설 《Starsong Chronichles:Exodus》에서 이 별은 고유명칭 그대로 '아인'으로 언급되나, 등장인물들은 별의 이름을 '코로니스(Coronis)'로 바꿔 부른다.